# Ostaustralstrom

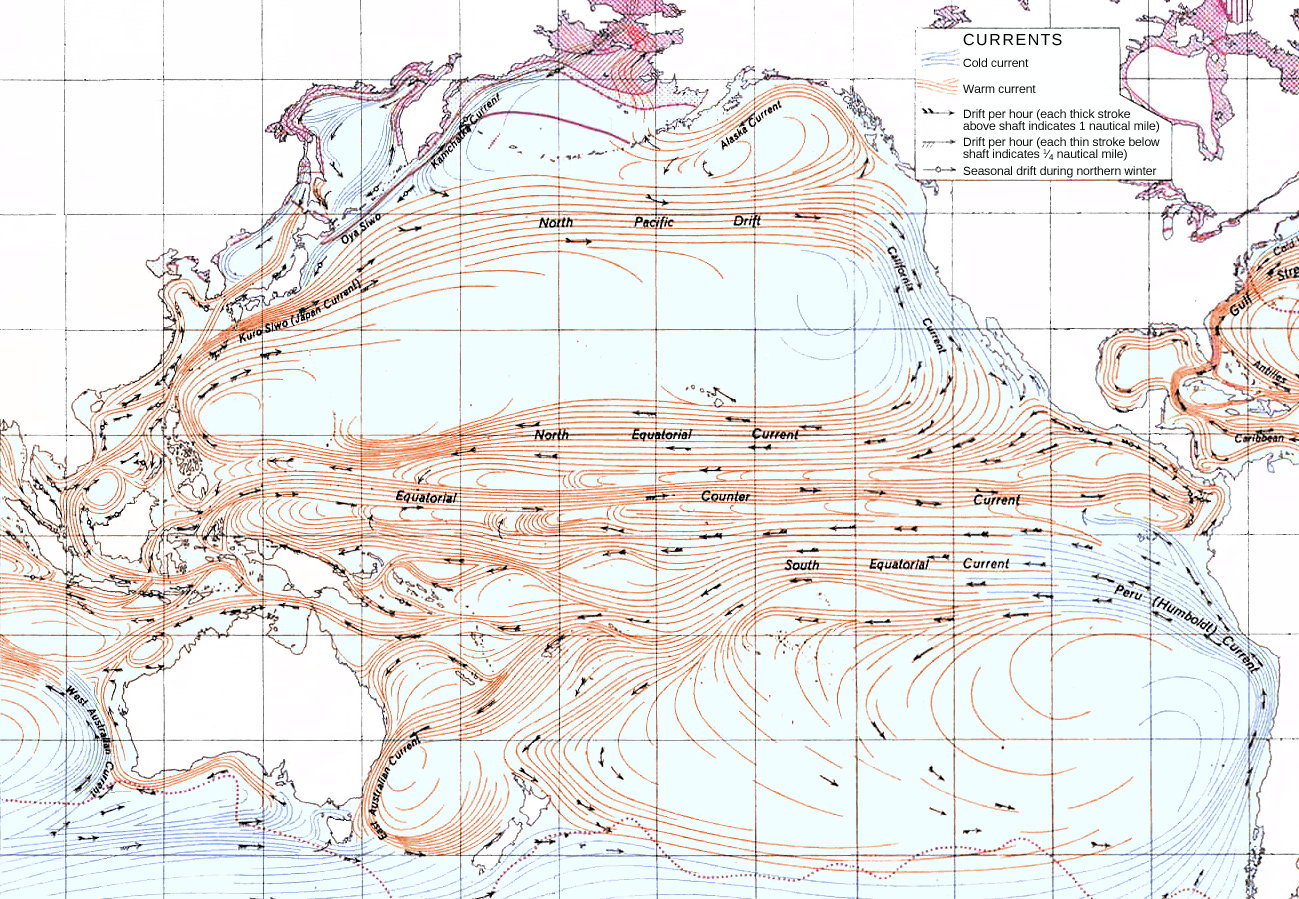
Der Ostaustralstrom (East Australian Current) als Teil des Südpazifikwirbels in einer älteren Darstellung von 1943. Strömungsrichtung: blau = kalt, rot = warm

Der Ostaustralstrom (engl. „East Australian Current“ oder kurz „EAC“) ist eine warme Meeresströmung im Pazifik, die von der Südsee bis zur Südostküste Australiens und zur Nordküste Neuseelands verläuft. Mit seinem warmen Wasser sorgt er in Australien und Neuseeland für warmes, feuchtes Klima (subtropisch bis tropisch).

## Physikalische Ozeanographie
Der Ostaustralstrom bildet, gemeinsam mit der polwärts gerichteten Strömung entlang der Ostküste Neuseelands, den westlichen Randstrom des Südpazifikwirbels. Er nimmt damit im Südpazifik eine Position analog zum Kuroshio im Nordpazifik, dem Golfstrom im Nordatlantik oder dem Brasilstrom im Südatlantik ein.
Der Ostaustralstrom speist sich aus dem pazifischen Südäquatorialstrom, der sich im Bereich zwischen den Inselketten von Neukaledonien und den Salomon-Inseln in drei Teilarme aufspaltet. Der nördliche Teilarm verläuft vermutlich östlich der Salomon-Inseln in Richtung Äquator. Der mittlere durchquert das Korallenmeer und spaltet sich beim Auftreffen auf die australische Küste erneut in einen nördlichen und einen südlichen Ast. Der südliche Teilarm verläuft zunächst südlich von Neukaledonien und wendet sich beim Auftreffen auf die australische Küste als Ostaustralstrom nach Süden.
Die Strömung folgt im weiteren Verlauf der ostaustralischen Küste nach Süden und teilt sich etwa auf 32°–34° südlicher Breite in einen nach Osten abzweigenden Hauptast („Tasman Front“) und eine, weiter entlang der Küste nach Süden verlaufende, Restströmung („EAC extended“). Die „Tasman Front“ bildet im Wesentlichen eine durchgehende, wenn auch extrem variable und stark mäandrierende Strömung, die sich bis an die Nordküste Neuseelands erstreckt, wo sie in den East-Auckland-Strom und eine Reihe semi-permanenter Strömungswirbel übergeht. Die südwärts gerichtete Restströmung löst sich dagegen häufig sofort in eine Folge einzelner Wirbel auf und kann bis über die Südspitze Tasmaniens hinausreichen.
Im Vergleich zu anderen westlichen Randströmen ist der Ostaustralstrom relativ schwach ausgeprägt. Er weist zudem in Bezug auf Ausprägung, Geschwindigkeit und Volumenstrom deutliche jahreszeitliche, jährliche und jahrzehntliche Schwankungen auf. Der Volumenstrom ist mit 27,4 Sv im südlichen Winter am geringsten und erreicht im südlichen Sommer ein Maximum von bis zu 36,3 Sv. Die Strömungsgeschwindigkeit erreicht auf einer Breite von 30°S im südlichen Sommer Werte von bis zu 1,3 m/s, im südlichen Winter nur bis zu 0,7 m/s. Im Bereich um die Abzweigung der „Tasman Front“ kann die Strömungsgeschwindigkeit im südlichen Sommer Spitzenwerte von bis zu 2 m/s erreichen.

## Historisches

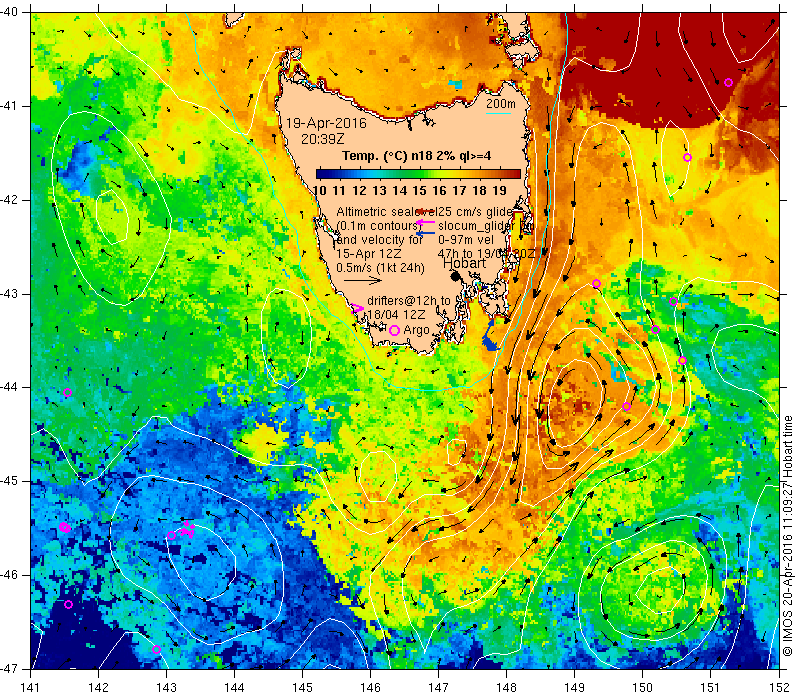
Die Temperaturverteilung der Meeresoberfläche vom 19. April 2016 zeigt einen Wirbel der Restströmung des Ostaustralstrom südöstlich von Tasmanien.

Die südwärts gerichtete Strömung entlang der australischen Ostküste wurde bereits von James Cook während seiner Ersten Südseereise (1768–1771) bemerkt. Eine erste detaillierte Beschreibung erfolgte 1814 durch Matthew Flinders. Heinrich Berghaus veröffentlichte die erste, mit dem Jahr 1837 datierte, Kartendarstellung des Strömungsverlaufes.

## Auswirkungen
Der Ostaustralstrom transportiert große Mengen an warmen Oberflächenwässern aus der Äquatorregion in die mittleren südlichen Breiten und beeinflusst damit das Klima entlang der Ostküste Australiens.
Die Wässer des Ostaustralstromes sind grundsätzlich nährstoffarm. Die Strömung selbst ist jedoch, vor allem im Bereich der Abzweigung der „Tasman Front“ und im Bereich von größeren Wirbeln, in der Lage lokal kalte, nährstoffreiche Tiefenwässer in die euphotische Zone zu transportieren. Dieses Upwelling führt zu einer erhöhten Bioproduktivität im Bereich der Strömung und löst im Extremfall Algenblüten aus, häufig unter Beteiligung der Dinoflagellatenart Noctiluca scintillans. Im Normalfall wird die Gesamtbiomasse jedoch von großwüchsigen Diatomeen, wie etwa Dactyliosolen oder Guinardia, dominiert. Sie bilden die Nahrungsgrundlage der reichen Fischfauna im Bereich der Strömung. Von wirtschaftlicher Bedeutung sind insbesondere die Bestände des Gelbflossen-Thuns (Thunnus albacares), der gerne in wärmeren Gewässern und nahe der Meeresoberfläche jagt.
Eine verstärkte Restströmung („EAC extended“) verursachte dagegen im südlichen Sommer 2015/16 eine intensive und mit 251 Tagen extrem lang andauernde marine Hitzewelle (MHW) vor der Ostküste Tasmaniens. Die MHW hatte massive Auswirkungen, insbesondere auf sessile Meeresbewohner. Vor allem die zahlreichen Aquakulturen der Pazifischen Auster (Magallana gigas) wurden durch das temperaturabhängig aktive Ostreavirus stark geschädigt.

## Trivia
Weite Bekanntheit erlangte der Ostaustralstrom durch den Pixar-Animationsfilm „Findet Nemo“, in dem er es dem Anemonenfisch „Marlin“ ermöglicht von seiner Heimat im Great Barrier Reef nach Sydney zu gelangen.
Tatsächlich finden sich in den Gewässern vor Sydney und anderen Küstenabschnitten der mittleren Breiten Ostaustraliens in den südlichen Sommermonaten zahlreiche tropische Korallenfische, weit abseits ihrer üblichen Verbreitungsgebiete. Die Fische gelangen zwar über den Ostaustralstrom in diese Gebiete, anders als im Film dargestellt, handelt es sich jedoch meist um Jungfische, welche die Reise bereits, passiv treibend, im Larvenstadium vollzogen haben. Die Geschwindigkeit des Ostaustralstromes wird im Film zudem weit übertrieben dargestellt.